# Дияр
Дияр (каз. Дияр) — село в Байганинском районе Актюбинской области Казахстана. Входит в состав Миялинского сельского округа. Код КАТО — 153655300.

## Население
В 1999 году население села составляло 396 человек (196 мужчин и 200 женщин). По данным переписи 2009 года, в селе проживали 342 человека (172 мужчины и 170 женщин).